# Mike Nazaruk
Michael Nazaruk, detto Mike (Newark, 2 ottobre 1921 – Langhorne, 1º maggio 1955), è stato un pilota automobilistico statunitense.

## Carriera
Tra il 1950 e il 1960 la 500 Miglia faceva parte del Campionato mondiale di Formula 1, per questo motivo Nazaruk ha all'attivo anche 3 Gran Premi ed un secondo posto in F1.
Nazaruk rimase vittima di un incidente durante una corsa sul Langhorne Speedway, il 1º maggio 1955. Ricevette sepoltura presso il cimitero nazionale di Long Island ad East Farmingdale, New York.

## Risultati in Formula 1
| 1951 | Scuderia    | Vettura      |  |   |  |  |  |  |  |  |  | Punti | Pos. |
| ---- | ----------- | ------------ |  | - |  |  |  |  |  |  |  | ----- | ---- |
| 1951 | Jim Robbins | Kurtis Kraft |  | 2 |  |  |  |  |  |  |  | 6     | 9º   |

| 1953 | Scuderia             | Vettura |  |     |  |  |  |  |  |  |  | Punti | Pos. |
| ---- | -------------------- | ------- |  | --- |  |  |  |  |  |  |  | ----- | ---- |
| 1953 | Kalamazoo/Lee Elkins | Turner  |  | Rit |  |  |  |  |  |  |  | 0     |      |

| 1954 | Scuderia            | Vettura           |  |   |  |  |  |  |  |  |  | Punti | Pos. |
| ---- | ------------------- | ----------------- |  | - |  |  |  |  |  |  |  | ----- | ---- |
| 1954 | McNamara/Lee Elkins | Kurtis Kraft 500C |  | 5 |  |  |  |  |  |  |  | 2     | 18º  |

| Legenda | 1º posto     | 2º posto | 3º posto    | A punti         | Senza punti/Non class.  | Grassetto – Pole position Corsivo – Giro più veloce |
| Legenda | Squalificato | Ritirato | Non partito | Non qualificato | Solo prove/Terzo pilota | Grassetto – Pole position Corsivo – Giro più veloce |